# Salão Cine-Moderno
O Salão Cine-Moderno foi uma sala de cinema existente em Alcobaça (Portugal). Foi propriedade de Luís de Oliveira e Emílio Homet.
Foi inaugurado a 27 de Outubro de 1912, tendo sucedido ao cinema ambulante que existiu no Rossio. à data da abertura, os bilhetes custavam entre 50 e 100 réis.
Funcionou durante 32 anos, tendo fechado em 1944, aquando da inaguração do Cine-Teatro de Alcobaça.